# مدرسة سلطاني
مدرسة سلطاني هي مدرسة تاريخية تعود إلى القاجاريون، وتقع في كاشان.